# Курджиева, Нузула Хачьяевна
Нузула Хачьяевна Курджиева (13 декабря 1928, аул Зедваки, Карачаевская автономная область — 5 марта 1980, Карачаевск, Карачаево-Черкесская автономная область) — звеньевая свекловодческого звена свеклосовхоза «Меркенский» Джамбулской области Казахской ССР, Герой Социалистического Труда (1948).

## Биография
Родилась в ауле  Хурзук Карачаевского района Карачаево-Черкесской республики в крестьянской семье, самой младшей среди двух братьев — Хаджи и Наби и сестёр Люаза и Зубайда. Отец работал животноводом в колхозе имени Ворошилова. Окончила 7 классов.
В ноябре 1943 года была депортирована. Семья Кубановых был распределена в свекловодческий совхоз № 2 Меркенского района Джамбульской области Казахстана. Здесь весной 1944 начала трудовую деятельность — работала в полеводческой бригаде. Трудилась ударно, выполняла по три нормы. В 1945 году был награждена медалью «За трудовое отличие».
В 16 лет ей доверили возглавить звено девушек-карачаевок. В 1947 году её звено получила особенно высокий урожай — 832 центнера свёклы а гектара на площади 4,14 гектаров вместо положенных по плану 270 центнеров.
Указом Президиума Верховного Совета СССР от 8 мая 1948 года за «получение высоких урожаев сахарной свёклы в 1947 году» Кубановой Назуле Хачьяевне присвоено звание Героя Социалистического Труда с вручение ордена Ленина и золотой медали «Серп и Молот». В дальнейшем работал в интернате воспитателем по труду.
Этим же указом званием Героя Социалистического Труда были награждены директор совхоза Павел Самойлович Холодов, старший агроном совхоза Марк Кириллович Шандренко, управляющие совхозными отделениями Аманжол Тургумбаевич Тургумбаев, Пётр Григорьевич Шах, старший механик Василий Кириллович Негода, передовые свёкловоды совхоза бригадиры Зара Абдулвагабовна Гаджиева, Пётр Иванович Зотов, Антонина Самуиловна Нобель, Ихлас Кардашевич Токаев, звеньевые Тажудин Ильясович Аджиев, Гаджимагомед Казиевич Камбулатов, Шухаин Исмаилович Келеметов, Анастасия Филипповна Николаева, Хапиз Исаевич Чупанов и Гульминиса Халиулевна Шеримбаева.
В июле 1955 году вместе с мужем в составе делегация участвовала в поездке в Москву по вопросу возвращения карачаевцев на историческую родину.
В 1957 году, вместе с семьёй вернулась на родину, поселилась в городе Карачаевск и работала швеей в райпромбыткомбинате.
Скончалась 5 марта 1980 года. Похоронена в ауле Кумыш Карачаевского района Карачаево-Черкесской республики.

## Память
- В Карачаевске установлены мемориальные доски на Галерее «Знатные люди Карачая» и на доме, где она проживала[4].
- В селе Учкекен Малокарачаевского района именем Нузулы Курджиевой назван переулок[5].

## Награды
- Золотая медаль «Серп и молот» (8 мая 1948 г., № 2202);
- орден Ленина (8 мая 1948 г., № 73840);
- медаль «За трудовую доблесть в Великой Отечественной войне»;
- медаль «За доблестный труд. В ознаменование 100-летия В. И. Ленина» (10.04.1970 г.);
- медаль «Медаль материнства» (29.12.1958 г.);
- медаль «Ветеран труда» (25.12.1978 г.);
- знак «Победитель соцсоревнования» (1972—1978 гг.).